# 14e législature de la Saskatchewan
La 14e législature de la Saskatchewan est élue lors des élections générales de juin 1960. L'Assemblée siège du 9 février 1961 au 18 mai 1964. Le Co-operative Commonwealth Federation (CCF) est au pouvoir avec Tommy Douglas à titre de premier ministre. Lorsque ce dernier devient chef du Nouveau Parti démocratique au niveau fédéral en novembre 1961, Woodrow Stanley Lloyd devient premier ministre
Le rôle de chef de l'opposition officielle est assumé par Ross Thatcher du parti libéral.
Everett Irvine Wood (en) sert comme président de l'Assemblée durant la législature jusqu'en 1962, alors que Frederick Arthur Dewhurst (en) prend la fonction.

## Membres du parlement
Les membres du parlement suivants sont élus à la suite de l'élection de 1960 :
|  | Circonscription électorale | Membre                          | Parti   |
|  | -------------------------- | ------------------------------- | ------- |
|  | Arm River                  | Gustaf Herman Danielson         | Libéral |
|  | Athabasca                  | Allan Ray Guy                   | Libéral |
|  | Bengough                   | Hjalmar Reinhold Dahlman        | CCF     |
|  | Biggar                     | Woodrow Stanley Lloyd           | CCF     |
|  | Cannington                 | Rosscoe Arnold McCarthy         | Libéral |
|  | Canora                     | Alex Gordon Kuziak              | CCF     |
|  | Cumberland                 | Bill Berezowsky                 | CCF     |
|  | Cut Knife                  | Isidore Charles Nollet          | CCF     |
|  | Elrose                     | Olaf Alexander Turnbull         | CCF     |
|  | Gravelbourg                | Lionel Philias Coderre          | Libéral |
|  | Hanley                     | Robert Alexander Walker         | CCF     |
|  | Humboldt                   | Mary John Batten                | Libéral |
|  | Kelsey                     | John Hewgill Brockelbank        | CCF     |
|  | Kelvington                 | Clifford Benjamin Peterson      | CCF     |
|  | Kerrobert-Kindersley       | Eldon Arthur Johnson            | CCF     |
|  | Kinistino                  | Arthur Thibault                 | CCF     |
|  | Last Mountain              | Russell Brown                   | CCF     |
|  | Lumsden                    | Clifford Honey Thurston         | CCF     |
|  | Maple Creek                | Alexander C. Cameron            | Libéral |
|  | Meadow Lake                | Martin Semchuk                  | CCF     |
|  | Melfort-Tisdale            | Clarence George Willis          | CCF     |
|  | Melville                   | James Wilfrid Gardiner          | Libéral |
|  | Milestone                  | Jacob Walter Erb                | CCF     |
|  | Moose Jaw City             | William Gwynne Davies           | CCF     |
|  | Moose Jaw City             | Gordon Taylor Snyder            | CCF     |
|  | Moosomin                   | Alexander Hamilton McDonald     | Libéral |
|  | Morse                      | Wilbert Ross Thatcher           | Libéral |
|  | Nipawin                    | Robert Irvin Perkins            | CCF     |
|  | Notukeu-Willow Bunch       | Karl Frank Klein                | Libéral |
|  | Pelly                      | Jim Barrie                      | Libéral |
|  | Prince Albert              | Lachlan Fraser McIntosh         | CCF     |
|  | Qu'Appelle-Wolseley        | Douglas Thomas McFarlane        | Libéral |
|  | Redberry                   | Demitro (Dick) Wasyl Michayluk  | CCF     |
|  | Regina City                | Charles Cromwell Williams       | CCF     |
|  | Regina City                | Allan Emrys Blakeney            | CCF     |
|  | Regina City                | Marjorie Alexandra Cooper       | CCF     |
|  | Regina City                | Edward Charles Whelan           | CCF     |
|  | Rosetown                   | Allan Leonard Frederick Stevens | CCF     |
|  | Rosthern                   | David Boldt                     | Libéral |
|  | Saltcoats                  | James Snedker                   | Libéral |
|  | Saskatoon City             | Arthur Thomas Stone             | CCF     |
|  | Saskatoon City             | Alexander Malcolm Nicholson     | CCF     |
|  | Saskatoon City             | Gladys Grace Mae Strum          | CCF     |
|  | Shaunavon                  | Arthur Kluzak                   | CCF     |
|  | Shellbrook                 | John Thiessen                   | CCF     |
|  | Souris-Estevan             | Ian Hugh MacDougall             | Libéral |
|  | Swift Current              | Everett Irvine Wood             | CCF     |
|  | The Battlefords            | Eiling Kramer                   | CCF     |
|  | Touchwood                  | Frank Meakes                    | CCF     |
|  | Turtleford                 | Bob Wooff                       | CCF     |
|  | Wadena                     | Frederick Arthur Dewhurst       | CCF     |
|  | Watrous                    | Hans Adolf Broten               | CCF     |
|  | Weyburn                    | Thomas Clement Douglas          | CCF     |
|  | Wilkie                     | John Whitmore Horsman           | Libéral |
|  | Yorkton                    | Bernard David Gallagher         | Libéral |

Notes:

## Représentation
| Parti                    | Parti                    | Membres |
|                          | CCF                      | 37      |
|                          | Libéral                  | 17      |
| Total                    | Total                    | 54      |
| Gouvernement majoritaire | Gouvernement majoritaire | 20      |

Notes: 

## Élections partielles
Des élections partielles peuvent être tenues pour remplacer un membre pour diverses raisons:
| Circonscription    | Député élu              | Parti   | Date de scrutin  | Motif                                    |
| ------------------ | ----------------------- | ------- | ---------------- | ---------------------------------------- |
| Turtleford         | Frank Foley             | Libéral | 22 février 1961  | Election déclarée annulée après un appel |
| Weyburn            | Junior Herbert Staveley | Libéral | 13 décembre 1961 | TC Douglas devient chef du NPD fédéral   |
| Prince Albert City | David Gordon Steuart    | Libéral | 14 novembre 1962 | LF McIntosh meurt le 17 mars 1962        |

Notes:
1. ↑  Élection annulée